# Tactus Records
Tactus es una compañía discográfica italiana con sede en Bolonia, especializada en música clásica. Fue fundada en 1986 por Serafino Rossi.

## Historia
La compañía fue creada en 1986 por el empresario local Serafino Rossi (1927-3 de diciembre de 2009). La provincia de Bolonia celebró un concierto en memoria de Serafino Rossi el 3 de diciembre de 2010. Se centra en música clásica y especialmente, en el ámbito de la música de cámara inédita. Comenzó centrándose especialmente en compositores italianos de los períodos renacentista y barroco. Con el tiempo, el catálogo de la etiqueta se ha ido ampliando incluyendo compositores del siglo XIX y la música clásica contemporánea.
La discográfica es conocida por sus portadas de color púrpura-marrón, y se centran en la música de cámara italiana aún sin interpretar.

## Artistas
Entre los artistas que realizaron sus primeras grabaciones en este sello se encuentran Rinaldo Alessandrini y Filippo Maria Bressan.

## Grabaciones
Entre las grabaciones hechas en este sello sobresalen algunas que han sido premiadas por la crítica:
- Danze strumentali medievali italiane. Anima Mundi Consort. (Choc de la Musique)
- Musica del XV secolo in Italia. Le Ballate. Ensemble Ars Italica. (Choc de la Musique)
- Vivaldi: Concerti per molti istromenti. Modo Antiquo. (Nominado en la 39.ª entrega de Premios Grammy de 1997)
- A. Gabrieli / G. Gabrieli: Gli organi della Basilica di San Petronio. Liuwe Tamminga, Luigi Ferdinando Tagliavini. (Premio Vivaldi, Fondazione Cini)
- Musica al tempo di Guido Reni. Enrico Gatti, Ensemble La Stravaganza. (Choc de la musique)
- Corelli: Sonate a tre. Enrico Gatti, Ensemble La Stravaganza. (Choc de la Musique),
- Frescobaldi: Primo libro delle Toccate. Roberto Loreggian. (Premio de la crítica discográfica alemana)